# New Richmond (Ohio)
Pour les articles homonymes, voir New Richmond.
New Richmond est un village américain situé dans le comté de Clermont, dans l'Ohio. Selon le recensement de 2010, sa population est de 2 582 habitants.